# Celebichneumon wawakarensis
Celebichneumon wawakarensis là một loài tò vò trong họ Ichneumonidae.